# Tiasa
Tiasa (altgriechisch Τίασα Tíasa) ist in der griechischen Mythologie eine Najade des gleichnamigen Flusses oder seiner Quellen, der sich in der Nähe von Amyklai bei Sparta befand. Ihr Vater ist der Flussgott Eurotas.
Am Fluss Tiasa stand ein Heiligtum, das den beiden einzigen von den Spartanern verehrten Chariten Kleta und Phaenna gewidmet war und das angeblich von Lakedaimon gegründet wurde. Sie ist vermutlich mit der Tiassa des Hesych und der Tiassos bei Athenaios zu identifizieren.